# Historia magistra vitae
Historia magistra vitae (est) (übersetzt: Geschichte (ist) Lehrmeisterin des Lebens) ist eine lateinische Phrase aus Cicero, De oratore, II 36. Sie drückt das Prinzip aus, dass aus der Geschichte Lehren zu ziehen sind, um Fehler zu vermeiden.
Die Antithese lautet, dass Lehren aus der Geschichte nicht möglich sind, weil sich jede historische Situation anders darstellt und keineswegs mit anderen vergleichbar ist. Eine weitere Auffassung besagt, dass die Menschen keine Lehre aus der Geschichte ziehen können oder wollen, weil sie intellektuell zu schwach sind.